# آرت ملک
آرت مَـلک (انگلیسی: Art Malik؛ زادهٔ ۱۳ نوامبر ۱۹۵۲) بازیگر پاکستانی‌تبار اهل انگلستان است. وی از سال ۱۹۷۸ میلادی تاکنون مشغول فعالیت بوده‌است.

## فیلم‌شناسی
از فیلم‌ها یا برنامه‌های تلویزیونی که وی در آن نقش داشته است می‌توان به قصه‌گو، دروغ‌های حقیقی، مرد گرگ‌نما، روزهای روشن زندگی، گذرگاهی به هند، شهر لذت، مینی سریال در آغاز، دین اسپانلی، میرزیا، کشف‌نشده و بن هور اشاره کرد.